# Константин Буфски
Константин (Костадин) Трифонов (Тръпков), известен като Буфски, е български свещеник и революционер.

## Биография
Константин Тръпков е роден между 1815 и 1820 година в леринското село Буф, днес Акритас, Гърция. Учи в Буф и Битоля, а след 1850 година е свещеник в Битолска епархия. Участва в революционен заговор в Битоля в 1862 година, който има за цел да се обезвреди гарнизонът в града. Заловен е от османските власти заедно със Спиро Джеров и други 12 души през май и е осъден на 15 години затвор, които излежава в затворите в Битоля и Солун. След това е свещеник в родното си село, където е инициатор за отваряне на българско училище.
Константин Буфски взима участие в Кресненско-Разложкото въстание в 1878 година, заемайки ръководна роля. След неуспеха на въстанието в 1880 година заедно с Леонидас Вулгарис организира събрание в местността Гремен теке край Острово на 21 май/2 юни. На събранието присъстват 32 делегати, които формират Временно правителство на Македония „Единство“. Представителите искат от османското правителство приложение на член 23 на Берлинския договор, а от Великите сили, гаранции за приложението му. Арестуван е по-късно, но бяга от Солунския затвор Еди Куле и се установява в свободна България - в Кюстендил.
Негов син е българският зограф Атанас Буовски, а негови внуци са братята-революционери Наум Петров – Буфчето и Кръстю Буфчето.
Тане Пеев, участник в Българската легия, формирана в Атина от Вулгарис, пише:
| „ | Забележителна личност беше поп Буф, който със своите 15 харамии с нетърпение чакаше пристигането на пушките да ги въоръжи та през Пинд да ги поведе „да шътат по Македония“. Той взел живо участие в борбата за църковната ни свобода, будил народното чувство низ разните краища на Македония, вследствие на което бе си спечелил ненавистта на фанариотското духовенство: наклеветяван пред турските власти, преследван, арестуван, изтезаван, но стоически всичко е понасял, за да стане буен и смел български революционер. Наш постоянен гост беше той, и първата му приказка биваше: „Кога ке кинисаме, кога ке ойдем у Македония и со орлета да шътаме и гоним поганци“ – и захващаше да пее патриотически песни. Луд гидия беше поп Буф. | “ |